# Francisco González Díaz
Francisco González Díaz, més conegut com a Paco González (Sevilla, 1939,) és un sindicalista i dirigent veïnal català. Va viure a Extremadura fins al 1953, on treballà al camp, i es traslladà a Barcelona el 1958. Ha viscut al barri del Carmel, els vint primers en una barraca, com molts altres veïns del Carmel, durant la dècada dels setanta, i després a les anomenades Cases Verdes.
En acabar la mili, el 1962, començà a treballar a la Pegaso i, com a líder sindical del comitè d'empresa, fou responsable de salut laboral. Ben aviat les seves inquietuds socials el van dur a treballar també a favor de la dignificació del barri. Al començament, en Paco i desenes de veïns més van haver de construir amb les seves pròpies mans les escales de ciment fins al Turó de la Rovira, i una escola d'adults sobre la residència de qui havia estat cap militar del búnquer del Carmel. En aquella escola van aprendre a llegir i escriure molts habitants del barri.
El 1972 va començar a col·laborar en l'associació de veïns, primer com a vocal i després com a president, per tal de millorar les condicions de vida dels habitants del barri. El primer objectiu va ser erradicar la zona de barraquisme, on vivien prop de 400 famílies sense serveis, aigua ni electricitat, i aconseguir-los habitatges dignes. Així es van construir les popularment anomenades Cases Verdes. A poc a poc es va aconseguir l'asfaltat dels carrers, el clavegueram, l'ambulatori i la millora de les condicions urbanístiques i del transport públic del Carmel. El 1999 va ser elegit president del Local Raimon Caselles a les Cases Verdes, i el 2005 va rebre la Medalla d'Honor de Barcelona.